# 블론디 (밴드)
블론디(Blondie)는 1974년 뉴욕주 뉴욕 시에서 결성된  미국의 펑크 록 밴드이다. 보컬인 데비 해리(Debbie Harry)와 기타리스트 크리스 스타인(Chris Stein)이 시작하여 1970년대 후반부터 1980년대 초반까지 유명세를 탔다. 초창기 미국 펑크 록과 뉴 웨이브 씬의 개척자이다. 초기 2장의 앨범까지 나왔을 때만 해도, 영국과 오스트레일리아에서는 성공적이었지만, 미국에서는 크게 성공을 못해 미국의 언더그라운드 밴드 중 하나로 간주되고 있었다. 하지만 1978년 《패러럴 라인즈》가 발매되자 인기가 높아졌고, 그 후 몇 년 동안 여러 싱글 히트 곡을 발표하기에 이르게 된다. 뉴 웨이브 밴드로서의 기본적인 스타일들을 유지하면서도 디스코, 팝, 레게 등을 적절히 혼합한 음악 스타일로 호응을 크게 얻었다.
블론디는 1982년 여섯 번째 앨범 《The Hunter》 발매 이후 해체했다. 데비 해리는 파트너인 크리스 스타인이 심상성천포창(尋常性天疱瘡)이라는 희귀한 자가면역 피부질환에 걸려서 몇 년 활동을 쉬면서 그를 돌보다가 이후 다양한 솔로 활동을 이어갔다. 블론디는 1997년 재결합하여 1999년 싱글 <Maria>로 영국 차트 1위에 올랐는데 이들이 영국에서 <Heart of Glass>로 1위를 한 지 정확히 20년만이었다(1999년에 김아중이 부른 <마리아>의 원곡이다).
이후 수년간 블론디는 전 세계를 돌며 투어를 벌였고  2006년에는 록앤롤 명예의 전당에 추대되었다. 블론디는 세계적으로 4천만장의 앨범 판매고를 올렸고 아직도 활발히 활동하고 있다. 2014년에는 열 번째 앨범 《Ghost of Download》을, 2017년 5월 5일에는 열 한 번째 앨범 《Pollinator》가 출시되었다.

## 밴드 역사

### 1974-78년: 초창기
맨해튼의 머서 아트센터에서 떠오르는 새로운 음악들을 접한 크리스 스타인은 비슷한 스타일의 밴드를 찾고 있었다. 그는 1973년 스틸러토우스(Stilettoes)라는 밴드에 기타리스트로 합류했다. 그 밴드에서 그는 웨이트레스와 플레이보이 버니 활동을 했던 보컬 데비 해리와 사랑에 빠진다. 데비 해리는 1960년대 말 포크록 밴드인 더 윈드 인 더 윌로우스에서 활동하기도 했다. 그러다가 1974년 7월 크리스 스타인과 데비 해리는 스틸러토우스와 밴드 리더인 엘다 젠타일과 결별하고 스틸러토우의 이전 멤버들이었던 빌리 오코너(드럼), 프레드 스미스(베이스)와 함께 새로운 밴드를 조직했다. 당시 이름은 엔젤 앤 더 스네이크로 1974년 8월 두 번의 공연을 한 뒤 10월에 이름을 블론디로 바꾸었다. 밴드 이름은 한 트럭운전사가 그들을 지나치면서 데비 해리를 향해 "헤이 블론디"라고 소리쳤던 것에 기인했다고 한다.
얼마간의 멤버교체가 있고 나서(이반 크랄이 기타로, 자매인 티쉬 벨로모와 스누키 벨로모가 백보컬로) 1975년 여름쯤 하여 드럼에 클렘 버크, 베이스에 게리 발렌타인(본명은 게리 라크만)이 합류했다. 블론디는 맥스의 캔사스 시티와 CBGB에서 정규적으로 공연을 하게 된다. 1975년 6월 알란 베트록이 제작을 맡아 이들의 첫 녹음이 데모 형식으로 나왔고 사운드를 더 풍성히 하기 위해 1975년 11월 키보드 연주자 지미 데스트리를 영입했다. 블론디는 프라이빗 스탁 레코드와 계약을 맺고 데뷔 앨범 《Blondie》를 1976년 12월에 발매했으나 당시에는 상업적 성공을 거두지 못했다. 1977년 9월 이들은 프라이빗 스탁과의 계약을 철회하고 영국 레이블인 크리설리스 레코드와 손을 잡았다. 데뷔 앨범이 새로운 레이블을 통해 1977년 10월 재발매되었다. 롤링스톤지는 이 데뷔 앨범을 리뷰하면서 이들의 절충적 음악 스타일을 필 스펙터와 더 후와 비교하며 두 가지 강점으로 리차드 고테허의 제작과 데비 해리의 페르소나를 꼽았다. 데비 해리에 대해 "완전 침착하며 처음부터 끝까지 공연과 혼연일체"라며 "극도로 불쾌하고 멍청한 역할을 수행하면서도 그 안에서 편안함과 재미를 주며 결코 거들먹거리지 않는다"고 쓰고 있다. 또한 데비 해리의 노래에 대해 "섹시한 좀비의 목소리의 소유자로 한 곡에서 꿈결같은 유혹의 목소리와 함께 무정한 맨슨과도 같은 소리를 낸다"고 평했다.

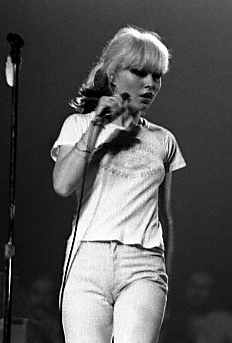
1977년 토론토에서 블론디 공연중인 데비 해리

블론디의 첫 상업적 성공은 1977년 호주에서였다. 음악방송인 "카운트다운"에서 싱글로 출시된 <X-Offender>의 B-사이드 곡인 <In the Flesh> 비디오를 실수로 틀면서 그렇게 된 것이다. 후에 지미 데스트리는 이 프로그램의 몰리 멜드럼을 블론디 초창기 성공에 있어 중요한 인물이라고 하면서 그 때 실수로 잘못 틀었던 것에 대해 "우리는 아직까지도 그에게 감사하고 있다"라고 했다. 1998년 한 인터뷰에서 드러머인 클렘 버크는 실수로 자신들의 곡이 방송된 것에 대해 자신과 크리스 스타인은 혹시 멜드럼이 꽤를 쓴 것이 아닌가 하는 의구심이 있다고 했다. 스타인은 주장하기를 <X-Offender>가 "히트하기에는 너무 지랄맞고 과격"한 반면 <In the Flesh>는 "펑크의 요소가 전혀 담겨있지 않았다"며 "지난 수년간 나는 그들이 일단 양쪽을 다 들어보고 난 뒤 자신들이 더 선호하는 쪽을 틀었을 뿐이라고 생각한다"고 했다. 버크는 <In the Flesh>가 "파워발라드의 선구자격인 곡이다"라고 평하기도 했다.
이 싱글은 호주에서 2위에 올랐으며 앨범은 1977년 11월 호주의 탑 20위에 진입했다. 그리고 이후 더블-A로 발매된 <X-Offender>와 <Rip Her to Shreds>는 81위에 올랐고 12월에 성공적으로 호주 투어 공연을 벌였다. 한편 브리즈번에서 데비 해리가 몸이 좋지 않아 공연을 취소한 것에 대해 실망한 팬들이 거의 폭동 수준의 난동을 부렸던 사건이 있었다.
1978년 2월 블론디는 두 번째 앨범 《Plastic Letters》를 발매하여 영국에서 10위, 미국에서 78위, 호주에서 64위에 오른다. 이 앨범은 게리 발렌타인이 1977년 중반에 밴드를 떠난 이후 4명이서 녹음했고 크리설리스 레코드사에서 유럽과 아시아에 집중 홍보를 펼쳤다. 첫 싱글 <Denis>는 1963년도 랜디 앤드 더 레인보우스의 히트곡을 리메이크한 것으로 영국 싱글 차트에서 2위에 올랐고 두 번째 싱글 <(I'm Always Touched by Your) Presence, Dear>와 앨범은 영국 탑 10에 들었다. 차트에서와 함께 1978년 런던의 라운드하우스를 포함한 영국 투어가 성공하면서 블론디는 처음으로 영국에서 성공을 거둔 미국 뉴웨이브 밴드들 중 하나로 자리매김을 했다. 이때 즈음하여 게리 발렌타인이 밴드를 떠났고 대신 기타와 베이스를 연주하는 프랭크 인판테가 들어왔다. 잠시 이 라인업을 유지하다 영국 뮤지션인 나이젤 해리슨이 베이스 연주자로 확정되면서 블론디는 처음으로 6인조 밴드가 되었고 인판테는 기타 연주로 포지션이 변경되었다. 이렇게 라인업은 안정을 찾았다.

### 1981-82년: 휴지기, 《The Hunter》, 그리고 해체
1978-80년에 걸친 성공에 이어 블론디는 1981년 잠시 휴지기를 갖는다. 그 해 데비 해리와 지미 데스트리는 각각 솔로 앨범을 냈고 스타인은 데비 해리의 앨범 《KooKoo》(영국 6위, 미국 28위)에 참여했고 버크와 함께 데스트리의 《Heart on a Wall》 앨범을 도왔다. 버크는 유럽에 가서 유리스믹스의 데뷔 앨범 《In The Garden》에서 드럼을 연주하기도 했다. 또 해리와 스타인, 데스트리는 함께 1981년 존 워터스의 영화 《폴리에스터》의 음악 작업을 했다. 한편 프랭크 인판테는 《Autoamerican》 앨범을 만드는데 있어 자신을 많은 부분 제외시켰다며 밴드를 고소했다. 이 문제는 법정에 가지 않고 합의를 통해 해소되었는데 데비 해리는 나중에 인판테가 커버에 나와있음에도 다음 앨범에는 나오지 않는다고 말하기도 했다고 했다. 이 시기에 해리는 배우로도 활동하며 영화 《로디》와 데이빗 크로넨버그의 《비디오드롬》(1982년)에 출연했다.
1981년 10월 크리설리스 레코드사는 첫 히트곡 모음집인 《The Best of Blondie》를 출시했고 영국에서 4위, 미국에서 30위, 호주에서 1위에 각각 오른다. 블론디는 1981년말 다시 모여서 새 앨범 《The Hunter》 작업을 했고 이듬해인 1982년 5월에 발매되어 영국에서 9위, 미국에서 33위, 호주에서 15위에 각각 올랐다. 이전에 훌륭한 평을 받으며 상업적 성공을 한 것에 대조적으로 《The Hunter》는 그리 잘 풀리지 않았다. 두 개의 싱글이 보통의 성적을 거두었는데 <Island of Lost Souls>는 영국 11위, 미국 37위, 호주 13위, <War Child>는 영국 39위였다. 이 앨범에는 1981년 제임스 본드 영화의 주제가로 부탁받은 <For Your Eyes Only>가 들어있었는데 영화 제작자들에 의해 거절당했다. 영화사측은 같은 제목으로 시나 이스턴이 녹음한 곡을 채택했다.
《The Hunter》 앨범 홍보를 위한 짧은 북미 투어(1982년 7-8월)에서 기타리스트 프랭크 인판테는 세션 뮤지션인 에디 마티네즈로 교체되었다. 또한 라이브를 위해 세컨드 키보드로 에이벨 도미닉스와 삼인조 나팔 섹션(더글라스 해리스, 조셉 코한스키, 아서 퍼그)을 영입했다. 투어는 크게 성공적이지는 못했으며 대부분 수용인원에도 미치지 못하는 성적을 냈다.
상업적 쇠퇴로 인한 내부의 재정적 압박이 커지고 동시에 다른 멤버들은 제외한 데비 해리에게만 집중되는 언론 등으로 인해  밴드 내에서 갈등이 고조되었고 스타인이 목숨을 잃을 수도 있는 수포창(水疱瘡) 진단을 받으면서 위기는 정점에 이르렀다.
스타인의 질병과 멤버들의 마약 사용, 잘못된 재정운용, 공연 티켓 판매 부진 등의 결과로 블론디는 1982년 8월 초에 예정되어 있던 유럽 투어를 취소했다. 그리고 얼마 안 있어 최소한 한명의 멤버가(누군가는 특정되지 않았다) 다른 멤버들을 향해 소송에 착수하면서 밴드는 해체에 이르게 된다. 블론디의 해체에 대한 내용은 1982년 12월 공식적으로 발표되었다.
스타인과 해리는 그 당시에도 커플 관계에 있었는데 잠시 동안 대중들의 시선에서 벗어나 동거에 들어갔다. 데비 해리는 1980년대 중반에 솔로 활동을 재시도하며 두 개의 싱글 <Rush Rush>(1983년, 영화 《스카페이스》 삽입곡)와 <Feel The Spin>(1985년)을 냈으나 큰 성공을 거두지는 못했다. 밴드의 부채를 갚기 위해 해리는 커플이 소유하고 있던 5층짜리 맨션을 팔아야만 했는데 스타인의 빚은 1백만불을 넘어서고 있었다. 또한 둘 모두의 마약 사용은 점점 큰 문제가 되고 있었다. 해리는 스타인과의 관계를 정리하기로 결심하고 다운타운으로 이사를 나갔다. 2006년의 인터뷰에 의하면 그녀는 모든 스트레스로 인해 일종의 신경쇠약에 걸리기 직전이었다고 한다. 스타인이 병에서 회복한 이후 해리는 솔로 활동을 재개하며 스타인이 적극 참여한 앨범 《Rockbird》를 1986년 발매했다. 이 앨범은 영국에서 어느 정도 성공을 거두어 골드 앨범이 되었고 싱글 <French Kissin' in the USA>는 탑 10에 진입했다. 한편 버크는 인기있는 세션 드러머의 지위에 올랐고 유리스믹스의 1986년 앨범 《Revenge》에서 연주하고 투어에도 함께 하고 있었고 데스트리는 여전히 제작자와 세션 뮤지션으로 활동하고 있었다.
리믹스 앨범 《Once More into the Bleach》가 1988년 출시되었는데 여기에는 블론디의 히트곡들과 함께 데비 해리의 솔로 곡들도 포함되었다.

### 1997-2007년: 재결합 《No Exit》과 《The Curse of Blondie》
1980~90년대에 걸쳐 블론디의 음악은 새로운 세대에 의해 재발견되었고 여기에는 가베지(Garbage)나 노 다웃(No Doubt) 같은 뮤지션들도 있었다. 여기에 맞춰 크리설리스/EMI 레코드사는 히트곡 모음집이나 리믹스 등을 내놓았다.
데비 해리는 밴드가 해체한 이후 어느 정도 성공적인 솔로 활동을 이어가며 1989년과 1993년에 앨범을 내놓았고 이것이 블론디가 대중들의 기억에서 사라지지 않도록 하는 역할을 했다. 1990년 해리는 스타인, 버크와 재결합하여 제리 해리슨, 톰톰 클럽, 라몬즈와 함께 <Eascape from New York>이라는 중간 규모의 공연장들을 도는 여름 투어에 참여했다.
1996년 스타인과 해리는 블론디 재결합 시도를 시작했고 오리지널 멤버들인 버크, 데스트리, 발렌타인과 재계약을 맺었다. 발렌타인은 런던으로 이주하여 본명인 게리 라크만으로 전업 작가 활동을 하며 블론디 시절에 대한 회고록인 《New York Rocker: My Life in the Blank Generation》(2002)을 집필했다. 전 멤버였던 나이젤 해리슨과 프랭크 인판테는 재결합에 참여하지 않았고 블론디란 이름으로 재결합하는데 대한 고소를 시도했으나 성공하지 못했다.
1997년 발렌타인을 베이스로 한 오리지널 5인조 밴드는 재결합하였고 세 차례의 라이브 공연을 펼쳤는데 모두 야외 페스티벌로 지역 라디오 스테이션에서 주관한 것이었다. 첫 재결합 공연은 1997년 5월 31일 워싱턴 DC에서 R.F.K. 스테이션 주관의 HFStival에서였다. 이어 1998년 말과 1999년 초에 걸친 전세계 투어가 진행되었고 이 기간 동안 블론디는 이기 팝 헌정 앨범 《We Will Fall: The Iggy Pop Tribute》(1997년)에 아돌프스 독이라는 가명으로 <Ordinary Bummer>라는 곡을 리메이크하여 참여했다.
새 앨범 《No Exit》은 1999년 2월에 발매되어 영국 3위, 미국 18위에 오른다. 이때쯤 발렌타인이 밴드를 떠나면서 블론디는 공식적으로 해리, 스타인, 버크, 데스트리를 멤버로 한 4인조가 되었다. 발렌타인은 이 앨범에서 아무 연주도 하지 않았고 곡 작업에도 참여하지 않았다. 두 곡의 공동작곡으로 발렌타인이라는 이름이 들어가 있는데 그것은 고고스의 캐시 발렌타인이다. 세션 뮤지션들로 베이스의 리 폭스와 기타 폴 카보나라가 참여했고 이들은 이후 블론디 앨범들에도 함께 작업을 하게 된다.
《No Exit》 앨범은 영국 차트 3위에 올랐고 데스트리가 그의 고등학교 시절을 회상하며 쓴 첫 싱글 <Maria>는 <Heart of Glass>가 영국에서 1위를 한지 정확히 20년 만에 1위에 오르며 블론디의 6번째 1위곡이 되었다. 이로 인해 블론디는 영국 싱글 차트에서 1970년대, 1980년대, 1990년대 걸쳐 1위곡을 낸 두 개의 미국 뮤지션들 중 하나가 되었다. 다른 하나는 마이클 잭슨으로 잭슨스(Jacksons) 시절과 솔로 활동으로 같은 기록을 갖고 있다.
재결합한 블론디는 후속 앨범 《The Curse of Blondie》를 2003년 10월에 발매하여 영국 36위, 미국 160에 올랐다. 이 앨범은 1976년 데뷔 이래 가장 저조한 순위를 기록한 앨범인데 그나마 싱글 <Good Boys>는 영국 차트에서 12위에 올랐다.
2004년 지미 데스트리가 마약 중독 치료를 위해 밴드를 떠나면서 블론디는 해리, 스타인, 버크만이 오리지널 멤버로 남았다. 데스트리의 치료가 성공적이었음에도 밴드는 그를 다시 부르지 않았다. 그는 2011년 앨범 《Panic Of Girls》에서 작업하고자 했으나 작곡으로도 연주로도 참여하지 못했다.
2005년 히트곡 모음 CD/DVD 패키기 《Greatest Hits: Sight + Sound》가 출시되어 영국 차트 48위에 올랐다.
2006년 블론디는 뉴 카스 투어에 함께하며 투어 홍보를 위해 록시 뮤직(Roxy Music)의 히트곡 <More than This>를 리메이크한 새 곡을 냈다.

### 2008-12년: 《Parallel Lines》30주년 투어와 《Panic of Girls》

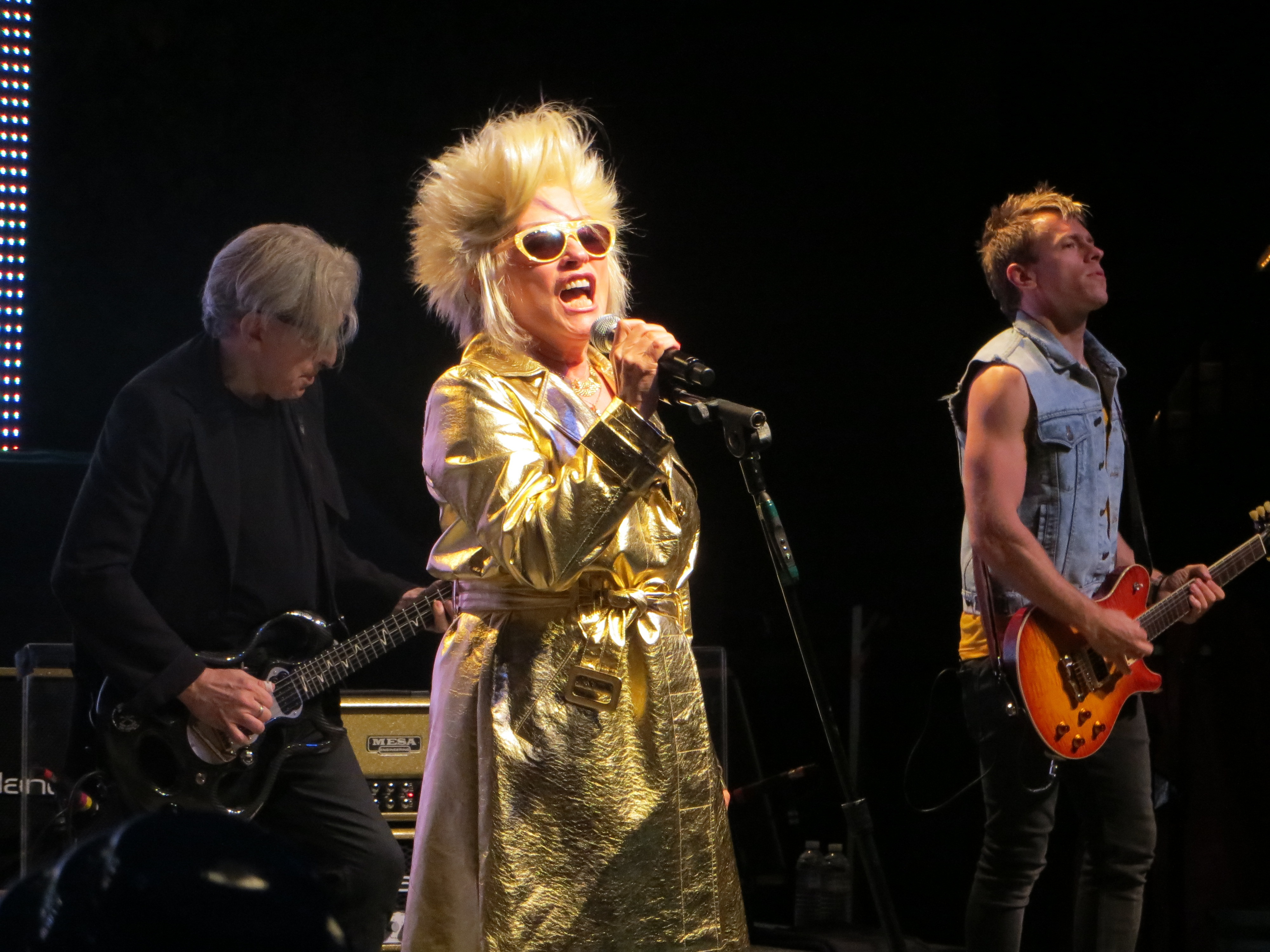
크리스 스타인, 데비 해리, 토미 케슬러가 2012년 캘리포니아 사라토가의 마운틴 와이너리에서 공연하고 있다.

2008년 6월 5일, 블론디는 《Parallel Lines》 발매 30주년을 맞아 세계 투어에 나섰다. 6월 한달 동안 미국 동부와 중부의 도시들을 돌았고 7월에는 이스라엘, 영국, 러시아, 유럽과 스칸디나비아를 돌다가 8월 4일 덴마크 코펜하겐에서의 공연으로 마무리를 했다. 투어에 몰려온 관객들로 인해 고무된 클렘 버크와 폴 카보나라는 2008년과 2009년 인터뷰에서 새로운 앨범을 준비중이라고 했고, 카보나라는 이것이 "진짜 블론디 앨범"이 될거라고 했다.
2009년 여름 블론디는 팻 베네타, 도나와 함께 중간 크기의 공연장들을 도는 북미 투어를 벌였다. 투어에 이어 10월부터 뉴욕의 우드스탁에서 아홉 번째 정규 앨범을 위한 녹음 작업을 제프 살츠만 제작 하에 시작했다. 이미 블론디와 함께 10년 이상을 연주해온 리 폭스(베이스)와 폴 카보나라(기타)는 정식 멤버로 승격되었고, 데스트리 대신 영입된 키보드 연주자 매트 카즈-보헨도 정식 멤버가 되면서 블론디는 6인조 밴드가 되었다.
2009년 12월 블론디는 크리스마스에 맞추어 <We Three Kings>라는 곡을 발표했다. 《Panic of Girls》라는 제목의 새 앨범은 당시 믹싱 작업 중으로 2010년 발매 예정이었다. 크리스 스타인은 네덜란드 아티스트인 크리스 베렌스가 앨범 커버를 맡는다고 했다.  2010년 4월 기타리스트인 폴 카르보나라가 서로 좋은 관계 가운데 다른 프로젝트를 위해 블론디를 떠난다는 발표를 했고 대신 토미 케슬러가 들어왔다. 《Panic of Girls》 앨범에는 둘 모두 공식 멤버로 표기되어 있다.
2010년 6월, 블론디는 영국 밴드 리틀 피시가 후원하는 세계 투어를 시작했다. 곡들은 이전 히트곡들과 함께 새로 출시될 앨범 《Panic of Girls》의 곡들이 포함되었다. 7월에서 8월까지 이어진 투어는 미국과 캐나다도 6주간에 걸쳐 진행되었다. 그리고 11-12월에는 프리텐더스와 함께 호주에서 투어를 이어갔다.
나중에 알려진 바로는 원래 호주 소니 레이블을 통해 2010년 12월 호주에서 앨범을 개시하기로 되어있었으나 소니측에서 계약에서 발을 빼면서 발매가 미뤄지게 되었다. 결국 2011년 중반으로 날짜가 조정되었고 대형음반사를 끼지 않고 발매하기로 결정되었다. 이 앨범은 2011년 5월 영국에서 132 페이지의 매거진과 여러 가지 기념품들이 담겨있는 한정판 "팬 팩"으로 나왔다가 이후 여름에 일반 CD로 발매되었고 리드 싱글이었던 <Mother>는 발매 전에 무료로 다운로드 할 수 있도록 출시되기도 했으며 두 번째 싱글 <What I heard>는 2011년 7월 디지털판으로 출시되었다.
2011년 8월 20일 블론디는 디렉트TV에서 방영된 "기타센터 세션" 프로그램에서 라이브로 연주를 했고 사회자인 닉 하코트와 인터뷰도 가졌다.
2012년까지 정기적으로 투어를 계속했고 10월 11일에 뉴욕시에서의 공연은 유튜브를 통해 라이브 스트리밍으로 방영되었다. 같은 주간에 블론디는 《Panic of Girls》 앨범 제작중 녹음된 미발표곡 세 개(<Bride of Infinity>, <Rock On>, <Dear Air>)를 아마존닷컴을 통해 발표했고 미국과 영국에서는 밴드의 공식 웹사이트를 통해 무료로 다운로드 받을 수 있도록 했다. 이후 11월에 또 다른 곡 <Practice Makes Perfect>이 무료 다운로드에 추가되었다.

### 2013년-현재: 《Ghosts of Download》와 《Pollinator》
2013년 3월 20일 해리와 스타인은 WNYC 사운드체크 라디오쇼와의 인터뷰에서 블론디 새 앨범을 작업중에 있다고 밝히면서 <Make a Way>라는 신곡을 소개했다. 2013년 6월과 7월에 유럽에서 "Blast Off Tour" 공연을 가졌고 곧이어 9월과 10월에 미국에서 "No Principals Tour" 공연이 이어졌다. 첫 번째 싱글 <A Rose by Any Name>은 2013년 6월 24일 유럽에서 디지털로 출시되었고 두 번째 싱글 <Sugar on the Side>는 12월에 미국에서 디지털로 출시되었다.
《Ghosts of Download》는 2014년 5월에 2-디스크 패키지로 출시되었는데 40주년을 맞아 《Blondie 4(0) Ever》라는 제목으로 블론디의 과거 싱글들을 재녹음한 모음집 《Greatest Hits Deluxe Redux》도 포함되었다. 40주년 공식 세계 투어는 2014년 2월에 시작되었다.

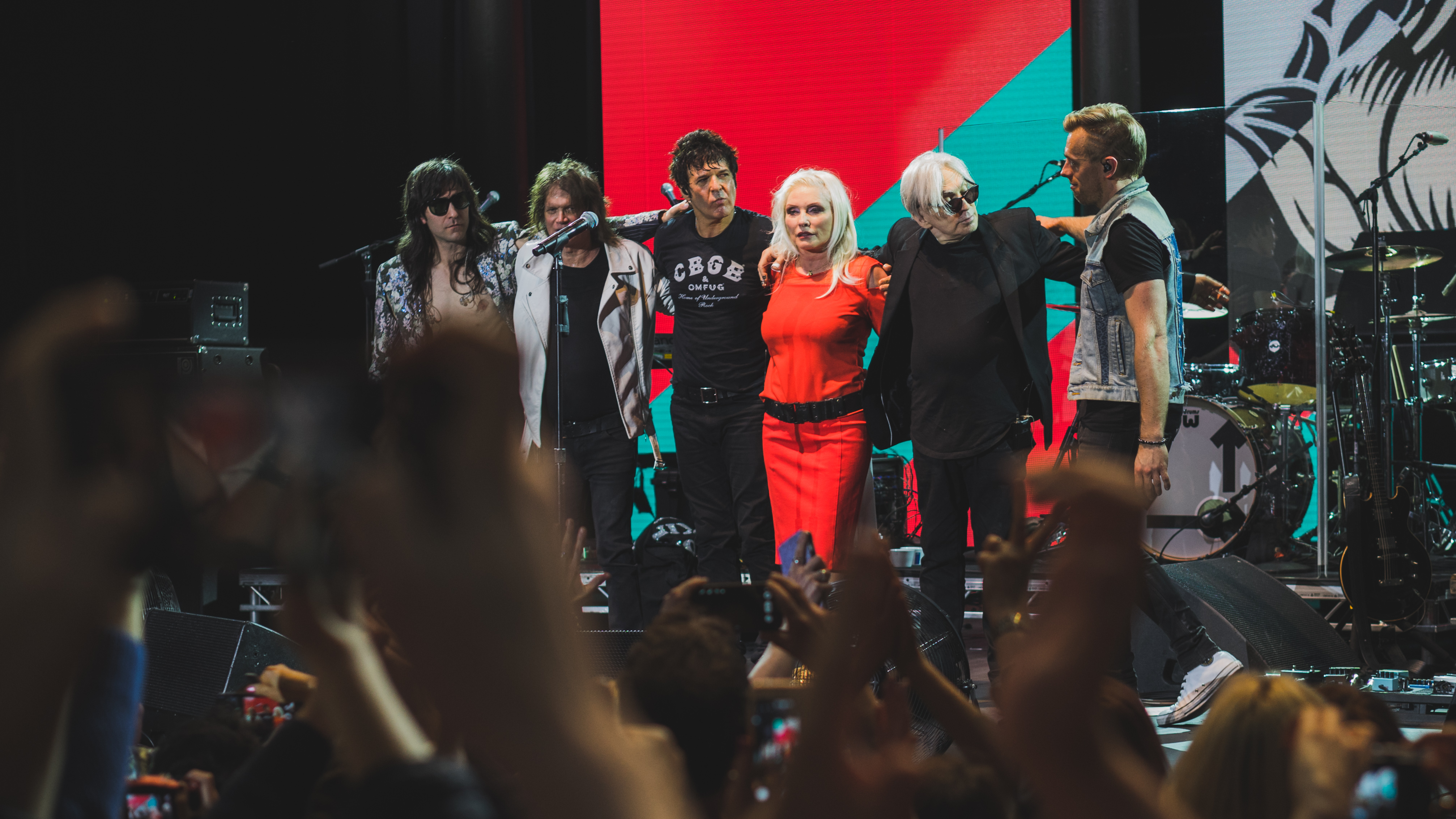
2017년 블론디

2015년 블론디의 해리와 스타인은 그레고리 브라더스와 함께 유투브 시리즈 송파이 더 뉴스에 게스트로 출연했다. 이 프로그램에서 그들은 2016 미국 대선 토론을 패러디했다.
2017년 1월, 블론디는 6월 25일에 더블린 아비바 스타티움에서 있을 필 콜린스의 투어에 참여를 밝혔다. 또한 신디 로퍼와 함께 호주와 뉴질랜드에서 투어를 가지기도 했다.
블론디의 11번째 정규 앨범인 《Pollinator》는 뉴욕시 소호의 매직샾에서 녹음했다. 곡작업에는 TV 온 더 라디오의 데이빗 시테크, 조니 마, 시아, 찰리 XCX, 데브 하인즈 등이 참여했다. 《Pollinator》앨범에서 히트 싱글 <Fun>과 <Long Time>이 나왔고 블론디는 홍보 투어를 북미, 중미, 남미 및 유럽에 걸쳐 벌였다. 이 앨범은 《No Exit》 이래 가장 성공한 블론디의 앨범이 되었다.
2019년 12월 21일, 블론디는 자신들의 소셜 미디어를 통해 EP와 함께 미니 다큐멘터리 <Vivir en la Habana>를 출시한다는 공고를 냈다. 이는 블론디가 2019년 3월 쿠바의 아바나에 머물 때 만들어진 것으로 롭 로스가 감독하였는데 더 자세한 내용이나 출시일은 아직 나오지 않고 있다.

## 스타일과 음악적 유산

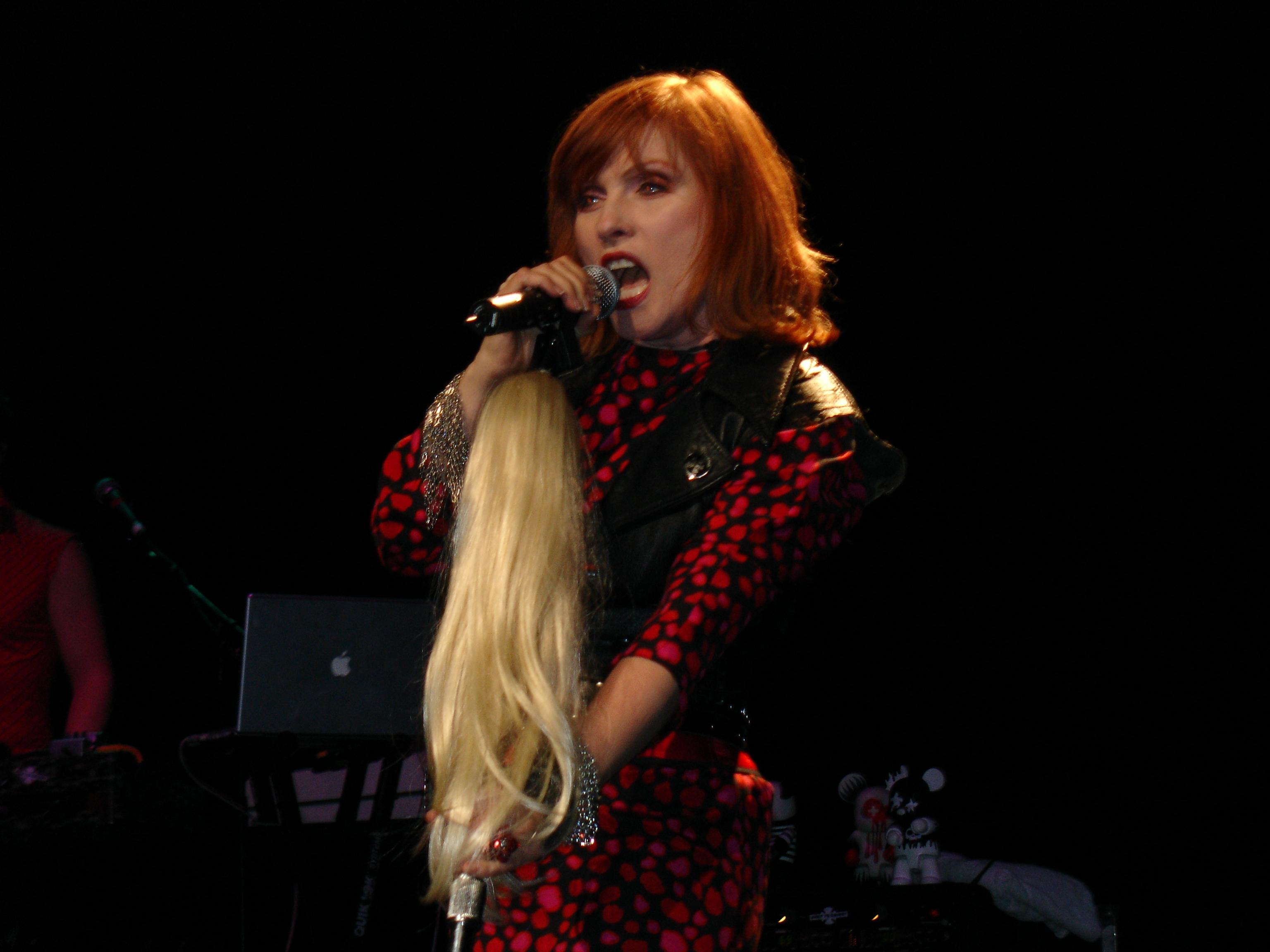
2005년, 더블린 공연.

1982년 공식적으로 해체했을 당시 블론디는 6개의 정규 앨범을 발표했었고 매 앨범마다 발전된 스타일을 보여주었다. 블론디는 단지 데비 해리의 매력적인 무대 페르소나나 보컬 뿐 아니라 펑크 뿌리로부터 시작하여 뉴 웨이브, 디스코, 팝, 랩, 레게
의 요소들을 자신들의 음악에 잘 녹여낸 것으로 평가되어 진다.
2006년 3월 블론디는 록앤롤 명예에 전당에 추대되었고 가비지의 셜리 맨슨이 추대사를 했다. 일곱 명의 멤버(해리, 스타인, 버크, 데스트리, 인판테, 해리슨, 발렌타인)가 초대되었는데 무대 위에서 멤버들끼리 옥신각신이 벌어졌고 생방송 중에 전 멤버였던 프랭크 인판테가 자신과 나이젤 해리슨이 같이 연주를 할 수 있냐고 물었을 때 데비 해리는 안된다면서 이미 밴드가 공연 리허설을 다 해놓았다고 대답하기도 했다. 2006년 5월 22일 블론디는 헐리우드 선셋 대로에 있는 기타 센터의 록 워크 오브 페임에 추대되었다. 여기는 이미 추대된 이들의 투표로 결정된다.

## 멤버

### 현재 멤버
- 데비 해리 (Debbie Harry) – 리드 보컬 (1974–1982, 1997–현재)
- 크리스 스타인 (Chris Stein) – 기타, 보컬 (1974–1982, 1997–현재)
- 클렘 버크 (Clem Burke) – 드럼, 퍼커션, 백보컬 (1974–1982, 1997–현재)
- 리 폭스 (Leigh Foxx) – 베이스 (세션 및 투어 뮤지션: 1997–2004; 2004–현재)
- 맷 카츠보헨 (Matt Katz-Bohen) – 키보드 (2008–현재)
- 토미 케슬러 (Tommy Kessler) – 기타 (2010–현재)

### 과거 멤버
- 프레드 스미스 (Fred Smith) – 베이스 (1974-1975)
- 빌리 오코너 (Billy O'Connor) – 드럼 (1974-1975)
- 지미 데스트리 (Jimmy Destri) – 키보드, 백보컬 (1974–1982, 1997–2004)
- 게리 발렌타인 (Gary Valentine) – 베이스, 기타 (1975–1977, 1997)
- 프랭크 인판테 (Frank Infante) – 기타, 베이스, 백보컬 (1977–1982)
- 나이젤 해리슨 (Nigel Harrison) – 베이스 (1978–1982, 1997)
- 폴 카르보나라 (Paul Carbonara) – 기타, 백보컬 (1997–2010)
- 케빈 패트릭 (Kevin Patrick) (별칭: 케빈 토핑 Kevin Topping) – 키보드, 백보컬 (2003–2007)
- 지미 K. 본스 (Jimi K. Bones) – 기타 (2003)

## 앨범
정규 앨범
- Blondie (1976)
- Plastic Letters (1977)
- Parallel Lines (1978)
- Eat to the Beat (1979)
- Autoamerican (1980)
- The Hunter (1982)
- No Exit (1999)
- The Curse of Blondie (2003)
- Panic of Girls (2011)
- Ghosts of Download (2014)
- Pollinator (2017)

## 수상 및 후보
- 1980 – Juno Award for Best Selling Single ("Heart of Glass") (Won)
- 1981 – Grammy Award for Best Rock Performance by a Duo or Group with Vocal ("Call Me") (Nominated)
- 1980 – Juno Award for International Single of the Year ("The Tide Is High") (Nominated)
- 1982 – Grammy Award for Video of the Year ("Eat To The Beat") (Nominated)
- 1998 – Q Music Award for Q Inspiration Award (Won)
- 2006 – Rock and Roll Hall of Fame for Inductees (Won)
- 2014 – NME Award for NME Godlike Genius Award (Won)
- 2016 – Q Music Award for Q Inspiration Award (Won)
- 2016 – Grammy Hall of Fame for "Heart of Glass" (Inducted)

## 같이 보기
- 가장 많이 팔린 음반 목록